# Dicranodontium costaricense
Dicranodontium costaricense là một loài rêu trong họ Dicranaceae. Loài này được Müll. Hal. R.S. Williams mô tả khoa học đầu tiên năm 1913.